# Сказка про Колобок
«Сказка про Колобок» — советский кукольный мультфильм, созданный в 1969 году Наталией Червинской по мотивам сказки «Колобок».

## Сюжет
Бабушка испекла своей внучке на именины Колобка, написала почтовый адрес и перевязала его платком, чтобы он не остыл. На первый раз Колобок встречает Зайчика, желающего съесть его, но тот это отвергает, говоря, что он Внучкин. Зайчик решает пойти вместе с Колобком — его послали к Внучке за морковкой.
На второй раз Колобок встречает Волчонка, тоже желающего съесть его, из-за чего между ним и Зайцем завязалась драка, в результате которой Колобок кубарем укатился в ёлочки. Зайчик очищает Колобка от иголок, а Волчонок, прочитав почтовый адрес Бабушки, едва не съедает его, но Зайчонок его спасает. В конце концов, Волка тоже берут с собой.
Далее троица встречает Мишку, который ел малину. Изначально он тоже хотел съесть Колобка, но потом его берут с собой к Внучке. Колобок оказывается перед лужей, но Мишка переправляет его. Под упавшим деревом Колобок застрял, но Волчонок и Зайчонок помогают ему перебраться.
В четвёртый раз герои встречают Лисичку, которая, несмотря на уговоры Колобка, всё равно хотела съесть его. Мишка даёт ей отпор, но Колобок решает взять её с собой. Приближаясь к дому Внучки, Колобок чувствует, что черствеет.
Внучка принимает к себе в гости и Колобка, и его друзей. Те, напевая именинную песню «Каравай», разрыдались от отчаяния — они пожалели Колобка за его доброту и вежливость. Внучка же говорит, что у неё для всех есть угощения, чтобы Колобок был цел, и все были сыты.
В финале все радостно танцуют, а под словом «Конец» все кланяются.

## Создатели
- Автор и режиссёр — Наталия Червинская.
- Художник-постановщик — Анатолий Курицын.
- Оператор — Владимир Саруханов.
- Композитор — Моисей Вайнберг.
- Звукооператор — Владимир Кутузов.
- Монтажёр — Надежда Трещёва.
- Мультипликаторы — Юрий Норштейн; Галина Золотовская.
- Редактор — Раиса Фричинская.
- Куклы и декорации выполнили — В. Куранов; Галина Геттингер; Семён Этлис; Виктор Гришин; Светлана Знаменская.
- Под руководством — Романа Гурова.
- Директор картины — Натан Битман.

## Роли озвучивали (в титрах не указаны)
- Клара Румянова - Колобок, внучка
- Василий Ливанов -  Медведь
- Маргарита Корабельникова - Лиса
- Тамара Дмитриева - Заяц
- Агарь Власова - Волк

## Издания
- «Курочка Ряба», Союзмультфильм, DVD, дистрибьютор «Союз», мультфильмы на диске:

«Про деда, бабу и курочку Рябу» (1982), «Петушок — золотой гребешок» (1955), «Петух и краски» (1964), «Ку-ка-ре-ку!» (1963), «Деревенский водевиль» (1993), «Сказка про Колобок» (1969), «Соломенный бычок» (1954), «Жёлтик» (1966), «Жила-была курочка» (1977).